# Município de Smith (condado de Mahoning, Ohio)
O município de Smith (em inglês: Smith Township) é um município localizado no condado de Mahoning no estado estadounidense de Ohio. No ano de 2010 tinha uma população de 4.510 habitantes e uma densidade populacional de 53,66 pessoas por km².

## Geografia
O município de Smith encontra-se localizado nas coordenadas 40° 57′ 07″ N, 81° 01′ 23″ O. Segundo o Departamento do Censo dos Estados Unidos, o município tem uma superfície total de 84.05 km², da qual 82,33 km² correspondem a terra firme e (2,05 %) 1,72 km² é água.

## Demografia
Segundo o censo de 2010, tinha 4.510 habitantes residindo no município de Smith. A densidade populacional era de 53,66 hab./km². Dos 4.510 habitantes, o município de Smith estava composto pelo 97,29 % brancos, o 0,78 % eram afroamericanos, o 0,18 % eram amerindios, o 0,2 % eram asiáticos, o 0,09 % eram de outras raças e o 1,46 % eram de uma mistura de raças. Do total da população o 0,71 % eram hispanos ou latinos de qualquer raça.